# Lockheed C-130 Hercules
Lockheed C-130 Hercules là một  máy bay vận tải đa năng  hạng trung bốn động cơ tuốc bin cánh quạt không vận chiến lược của nhiều lực lượng quân sự trên toàn thế giới.Hơn 40 phiên bản và biến thể khác nhau đã và đang hoạt động ở trên 50 quốc gia và vùng lãnh thổ.Tháng 12 năm 2006 C-130 là chiếc máy bay thứ ba (sau chiếc English Electric Canberra hồi tháng 5 năm 2001 và Pháo đài bay B-52 tháng 1 năm 2005) kỷ niệm 50 năm hoạt động liên tục trong không quân Hoa Kỳ.
Có khả năng Cất hạ cánh đường băng ngắn (STOL) từ các đường băng dã chiến, C-130 ban đầu được thiết kế như một máy bay vận tải, cứu thương và vận chuyển quân. Thân có thể thay đổi khiến loại máy bay này đáp ứng được nhiều vai trò, gồm máy bay vũ trang hạng nặng, tấn công trên không, tìm kiếm và cứu hộ, nghiên cứu khoa học, nghiên cứu thời tiết, tiếp dầu trên không và máy bay cứu hoả. Các loại máy bay Hercules có thời gian chế tạo dài nhất so với bất kỳ loại máy bay quân sự nào khác trong lịch sử. Trong hơn 50 năm hoạt động, các dòng máy bay này đã tham gia vào nhiều chiến dịch quân sự, dân sự và cứu trợ nhân đạo.

## Mô tả
C-130 là loại máy bay vận tải hạng trung, thân rộng với cánh nâng chính được bố trí ở phía trên thân may báy. Đồng thời cánh chính cũng là nơi thùng chứa nhiên liệu và cũng là nơi đặt 4 động cơ của máy bay. Ở khoảng giữa 2 động cơ của máy bay ở mỗi bên cánh còn có 2 móc treo các móc treo này dùng để treo 2 thùng nhiên liệu phụ hoặc thiết bị ECM, C - 130 được trang bị 1 cánh đuôi đứng lớn và cánh thăng băng đơn được bố trí ở phía trên phần đuôi của máy bay. Máy bay được trang bị 4 động cơ phản lực tuabin cánh quạt với cánh quạt 3 hoặc 4 lá tuy theo phiên bản máy bay, C - 130 được trang bị 3 bộ càng đáp với càng đáp phụ được đặt ngay dưới khoang lái của máy bay, 2 càng đáp chính được bố trí tại phía dưới của gốc cánh. C - 130 có tất cả 14 bánh đáp với 2 ở càng trước và 12 ở 2 càng sau, điểm đặc biệt là độ cao của thân máy bay so với mặt đất có thể điều chỉnh được việc này tao ra thuận lợi cho việc bốc xếp hàng hóa lên máy bay.
C - 130 được bố trí 3 cửa, 2 cửa bên thân máy bay và 1 cửa ở phía đuôi máy bay đồng thời cũng là cầu dẫn tạo thuận tiện cho các xe nâng hàng và các vũ khí tự hành có thể cơ động vào trong khoang chứa hàng của máy bay. Khoang chứa hàng của máy bay có chiều rộng 3m, phía trong được bố trí cần cẩu di động để bốc xếp hàng hóa cũng như các thiết bị điều khiển phục việc đóng mở cầu dẫn.
Ngoài thiết bị lái cơ khí, C - 130 còn được trang bị hệ thống lái điện tử (fly-by-wire). Hệ thống bay tự động (Auto pilot), cùng ra đa dẫn đường Doppler, hệ thống cảm biến cảnh báo khi bị hệ thống PK đối phương bắt bám. Máy bay được trang bị hệ thống máy tính hàng không tương tự hoặc kỹ thuật số tùy vào phiên bản của máy bay ngoài ra C - 130 còn được trang bị các hệ thống phụ trợ cho việc chỉ huy dẫn đường tác chiến điện tử và điều khiển UAV hệ thống tiếp dầu và vũ khí đối đất trên các phiên bản chuyên dùng. Máy bay cũng được trang bị hệ thống thông tin liên lạc đối đất đối không và cả thiết bị liên lạc vệ tinh, ngoài ra máy bay còn được trang bị thiết bị nhận diện địch ta. Trên phiên bản hiện đại hóa C - 130J khoang lái của máy bay các đồng hồ cơ khí và màn hình CRT đơn sắc được thay bằng các màn hình hiển thị đa chức năng LCD.

## Lịch sử phát triển
Chiến tranh Triều Tiên đã cho thấy những loại máy bay vận tải thời Thế Chiến II—C-119 Flying Boxcar, C-47 Skytrain và C-46 Commando không đáp ứng được nhu cầu của chiến tranh hiện đại. Vì thế, ngày 2 tháng 2 năm 1951, Không quân Hoa Kỳ đã mở gói thầu về một loại máy bay vận tải mới cho không lực, Boeing, Douglas, Fairchild, Lockheed, Martin Company, Chase Aircraft, Airlifts Inc, North American và Northrop được mời tham gia đấu thầu. Chiếc máy bay mới phải có sức chở 92 người, hay 64 quân dù, tầm hoạt động 1.100 hải lý (2.000 km), khả năng cất cánh từ các đường băng ngăn và dã chiến, ngoài ra phải có khả năng bay khi một động cơ ngừng hoạt động.
Fairchild, North American, Martin và Northrop từ chối tham gia. Năm công ty còn lại đưa ra tổng cộng chín bản thiết kế: Lockheed hai, Boeing một, Chase ba, Douglas ba, Airlifts Inc một. Cuộc cạnh tranh diễn ra giữa hai bản thiết kế của Lockheed (tên định danh dự án ban đầu L-206) và một mẫu thiết kế bốn động cơ cánh quạt của Douglas.
Đội thiết kế của Lockheed do Willis Hawkins lãnh đạo khởi đầu với đề xuất dày 130 trang cho loại Lockheed L-206 và hai loại động cơ cánh quạt lớn hơn khác. Hall Hibbard, phó chủ tịch và là kỹ sư trưởng của Lockheed, xem xét bản đề xuất và chuyển nó cho Kelly Johnson, người đã ghi chú sau khi xem, "Nếu ông ký bản đề xuất này, ông sẽ tiêu diệt Lockheed Company."Bản mẫu:Unclear Cả Hibbard và Johnson đều ký vào đó và công ty nhận được bản hợp đồng cho dự án với tên định danh mới Model 82 ngày 2 tháng 7 năm 1951.

### Chuyến bay đầu tiên
Chuyến bay đầu tiên của nguyên mẫu YC-130 được thực hiện ngày 23 tháng 8 năm 1954 từ nhà máy của Lockheed tại Burbank, California. Chiếc máy bay, có số hiệu 53-3397, là nguyên mẫu thứ hai nhưng là chiếc đầu tiên cất cánh. Hai phi công điều khiển YC-130 là Stanley Beltz và Roy Wimmer trong chuyến bay dài 61 phút tới Căn cứ Không quân Edwards; Jack Real và Dick Stanton là kỹ sư máy. Kelly Johnson bay hộ tống trên một chiếc P2V Neptune. Các cuộc thử nghiệm tiếp theo được kéo dài cho tới 1956 thì kết thúc, C - 130 được chính thức chấp nhận đưa vào trang bị cho Không quân Hoa Kỳ và Hải quân Hoa Kỳ.

### Sản xuất

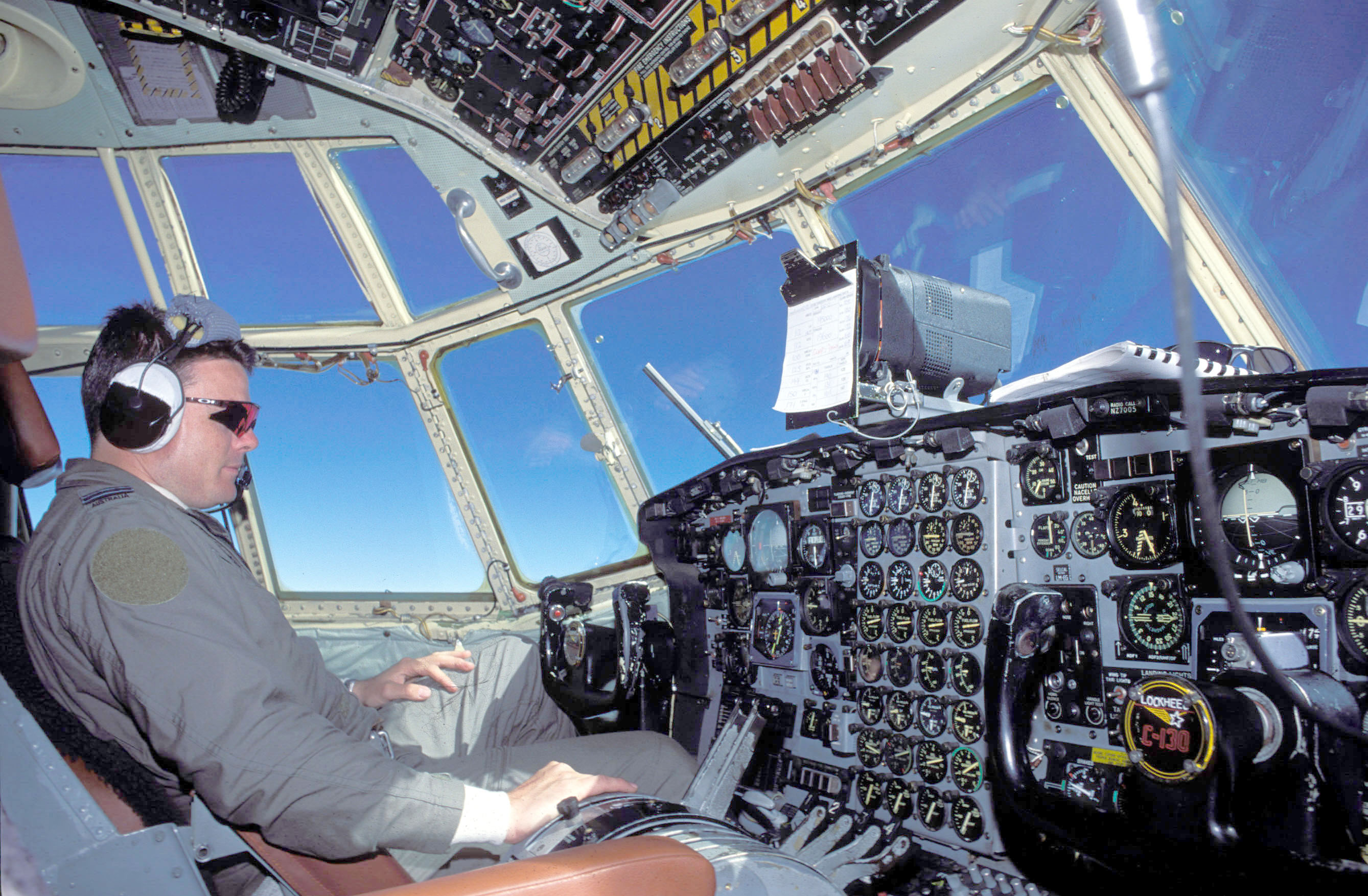
Buồng lái C-130 Hercules

Sau khi hai nguyên mẫu được hoàn thành, việc sản xuất được chuyển tới Marietta, Georgia, nơi hơn 2.000 chiếc C-130 đã được chế tạo.
Model sản xuất đầu tiên, C-130A, sử dụng động cơ tuốc bin phản lực cánh quạt Allison T56 với cánh quạt ba lá. Việc giao hàng bắt đầu vào tháng 12 năm 1956.

### Model C-130B
Model C-130B được hãng Lockheed Martin giới thiệu vào năm 1959, về hình dáng khí động học của phiên bản này không có gì khác biệt so với phiên bản trước đó. Điểm khác biệt nằm ở cánh máy bay, C - 130B được trang bị 1 bộ cánh nâng mới nhỏ hơn phiên bản đầu tiên nhưng có sức chịu tải lớn hơn cánh của C - 130 đời đầu tiên. Đồng thời bộ cánh mới của C - 130B cũng cho lực nâng tốt hơn, bộ cánh mới này có lực nâng 3.000 so với 2.050 lbf/mm2 của cánh máy bay C - 130 đời đầu. Đồng thời C - 130B cũng được trang bị bộ cánh quạt tạo lực đẩy 4 lá thay vì 3 lá trên C - 130 đời đầu, bộ cánh quạt tạo lực đẩy 4 là cho hiệu suất lực đẩy tăng lên và cũng hoạt động ổn định hơn bộ cánh quạt 3 lá. Cũng trên phiên bản C - 130B này máy bay được trang bị thêm 2 thùng nhiên liệu phụ đặt dưới cánh nâng chính. 

### Model C-130D
Model C-130D về cơ bản là máy bay C - 130B, tuy nhiên C - 130D được thiết kế để hoạt động trong điều kiên băng tuyết vì nó được sử dụng trong bộ chỉ huy phòng không Bắc Mỹ phiên bản này được thay các bánh đáp bằng các ván trượt tuyết, giúp cho máy bay có thể cất và hạ cánh trên các tảng băng ở vùng cực. Đặc biệt là bay tiếp vận cho trạm radar cảnh giới tại đảo Greenland nơi gần như quanh năm đóng băng.

### Model C-130E
Model C-130E với tầm hoạt động lớn hơn đi vào phục vụ năm 1962. Phiên bản này đặc biệt nhấn mạnh tới việc tăng tầm hoạt động của máy bay, C - 130E được trang bị thêm 2 thùng dầu phụ lớn hơn 2 thùng dầu phụ của C - 130B. 2 thùng dầu phụ của C - 130E có tổng sức chứa lên tới 5000l, đồng thời C - 130E cũng được trang bị 4 động cơ tuốc bin phản lực Allison T-56-A-7A cho công xuất lớn hơn so với 2 phiên bản trước đó. C - 130E cũng được cải tiến hệ thống điện tử hàng không đặc biệt là hệ thống radar dẫn đường, thiết bị cánh báo bị hệ thống phòng không đối phương bám bắt... Máy bay còn được trang bị thêm hệ thống bẫy nhiệt có tác dụng đánh lừa đầu dò của tên lửa không đối không và đất đối không tầm nhiệt. 
Máy bay tiếp dầu KC-130, ban đầu được chuyển đổi từ C-130F phục vụ trong Thủy quân lục chiến Hoa Kỳ (USMC) từ năm 1958 (với tên định danh GV-1) được trang bị một thùng nhiên liệu 13.626 lít (3600 US gallon) có thể tháo rời bằng thép không rỉ bên trong khoang chở hàng. Vòi tiếp dầu lắp và phao phễu ở hai cánh có khả năng tiếp 19 lít nhiên liệu mỗi giây (tương đương 300 US mỗi phút) cho đồng thời hai máy bay khác, cho phép tiếp dầu nhanh cho nhiều máy bay bay trong đội hình, (một kiểu đội hình tiếp dầu đặc trưng cho bốn máy bay trong thời gian chưa tới 30 phút). Chiếc C-130G của Hải quân Mỹ là một nhánh của C - 130E được gia cố khung thân để tăng sức chở các loại hàng hóa hạng nặng, máy bay được thiết kế đặc biệt như vậy là vì nó chuyên dùng cho các không đoàn vận tải của hải quân.

### Model C-130H

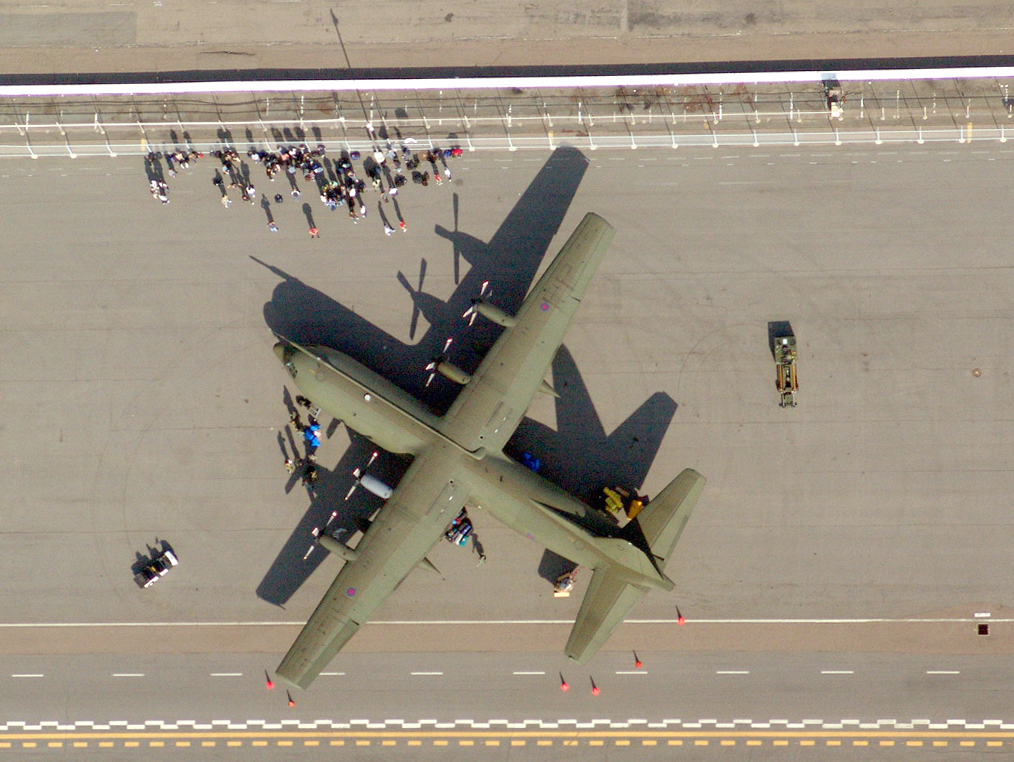
C-130K của Anh đỗ trên đường băng.

Model C-130H dùng động cơ phản lực cánh quạt Allison T56-A-15 cải tiến, phần ngoài cánh được thiết kế lại, hệ thống điện tử hiện đại hơn cũng như một số cải tiến nhỏ khác. Các model H sau này có vùng tâm cánh mới, với khả năng chống mỏi tốt hơn và cải tiến này cũng đã được áp dụng cho các model H trước đó. Model H vẫn được sử dụng rộng rãi trong Không lực Hoa Kỳ (USAF) và nhiều lực lượng không quân khác. Những chuyến giao hàng đầu tiên bắt đầu năm 1964 (cho Không quân Hoàng gia New Zealand), vẫn được chế tạo cho tới tận năm 1996. Một chiếc C-130H cải tiến đã được giới thiệu năm 1974.
Từ năm 1992 tới 1996 C-130H được Không quân Hoa Kỳ gọi là C-130H3. 3 có nghĩa là biến thể thứ ba của bản thiết kế cho loạt model H. Các cải tiến gồm buồng lái kính một phần (các thiết bị ADI và HSI), radar xung dupler APN-241 với màn hình hiển thị là màn hình CRT màu, đây là lần đầu tiên loại màn hình hiển thị này được áp dụng cho công nghiệp hàng không, thiết bị ngắm ban đêm và một hệ thống điện tử cải tiến sử dụng các Bus Switching Unit cung cấp năng lượng 'sạch' cho các yếu tố cải tiến nhạy cảm hơn.

### Các model C-130K
Model tương đương để xuất khẩu sang Anh Quốc là C-130K, được Không quân Hoàng gia (RAF) gọi là Hercules C.1. C-130H-30 (Hercules C.3 trong Không quân Hoàng gia) là phiên bản kéo dài của loại Hercules cũ, thêm vào 100-inch (2.54 m) ở phía cuối buồng lái và 80-inch (2.03 m) phía sau thân. Một chiếc C-130K duy nhất đã được Met Office mua sử dụng cho các chuyến bay nghiên cứu khí tượng của họ. Chiếc máy bay này được chuyển đổi rất nhiều (đặc tính đáng chú ý nhất là thiết bị thăm dò khí tượng màu đỏ và trắng ở mũi) tới mức nó được đặt tên định danh W.2, nhằm phân biệt với loại C.1 nguyên bản. Chiếc máy bay này, được đặt tên là Snoopy, đã được cho ngừng hoạt động năm 2001. C-130K được RAF Falcons dùng để thả quân dù.

### Các model và biến thể C-130 sau này

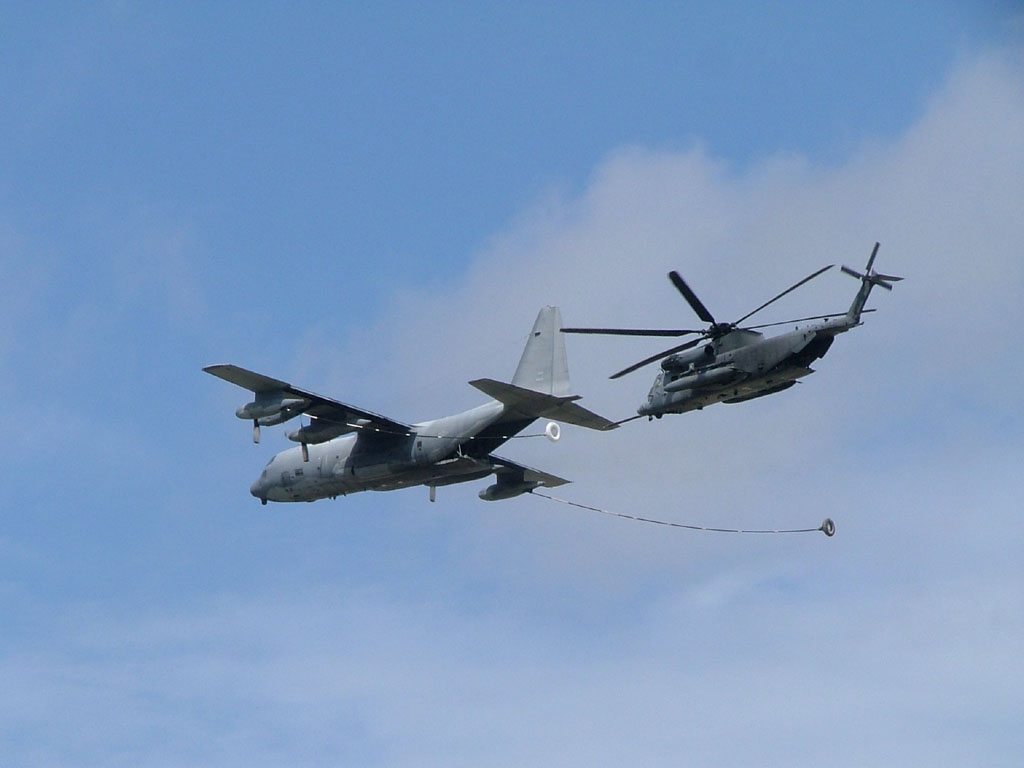
MC-130P & MH-53J Pave Low III demo tại RIAT 2004.

HC-130N & P là các biến thể tìm kiếm cứu hộ tầm xa được Air Rescue Service của Không lực Hoa Kỳ sử dụng. Được trang bị để triển khai lính cứu hộ đường không (PJs), thiết bị y tế, và tiếp dầu trên không cho các máy bay trực thăng chiến đấu cứu hộ (xem KC-130H), chúng thường là máy bay chỉ huy tại trận địa cho các phi vụ Tìm kiếm Cứu hộ. Các phiên bản ban đầu được trang bị hệ thống phục hồi đất đối không Fulton, được thiết kế để kéo người lên khỏi mặt đất sử dụng dây buộc từ một quả bóng khí helium. Bộ phim The Green Berets của John Wayne có cảnh quay về chức năng này. Hệ thống Fulton sau này được bỏ đi khi việc tiếp dầu trên không cho các máy bay trực thăng cho thấy an toàn và linh hoạt hơn. Bộ phim The Perfect Storm thể hiện một phi vụ Tìm kiếm cứu hộ thực sự có cảnh tiếp dầu trên không của một chiếc HC-130.
C-130R và C-130T là những model USMC của Hải quân Mỹ, cả hai đều được trang bị các thùng nhiên liệu ngoài. C-130T tương tự, nhưng có nhiều cải tiến điện tử hơn so với model R và tương thích hoàn toàn với hệ thống ngắm đêm. Trong cả hai model, máy bay USMC được trang bị động cơ Allison T-56-A-16. Các phiên bản USMC được đặt tên định danh KC-130R hay KC-130T khi được trang bị các mấu cứng hay thiết bị tiếp dầu dưới cánh.
RC-130 là phiên bản trinh sát. Một chiếc duy nhất được sử dụng bởi Không quân Cộng hòa Hồi giáo Iran.

### Sử dụng dân sự
Lockheed L-100 (L-382) là một biến thể dân sự, tương đương model C-130E không có mấu cứng dưới cánh hay thiết bị quân sự. L-100 cũng có hai phiên bản kéo dài: L-100-20 có thân được kéo dài thêm 8.3 ft (2.5 m) và L-100-30 được kéo dài thêm 15 ft (4.6 m). L-100 không được sử dụng nhiều trên thị trường dân sự.

### Thế hệ tiếp theo
Trong thập niên 1970 Lockheed đã đề xuất một biến thể C-130 với động cơ tuốc bin phản lực cánh quạt đẩy chứ không phải động cơ tuốc bin phản lực cánh quạt, nhưng Không quân Mỹ thích tích năng cất cánh của loại máy bay hiện tại hơn. Trong thập niên 1980 C-130 đã được dự định thay thế bằng dự án Advanced Medium STOL Transport (Vận tải hạng trung cất hạ cánh đường băng ngắn hiện đại). Tuy nhiên, dự án này đã bị hủy bỏ và C-130 vẫn tiếp tục được chế tạo.

### Model C-130J

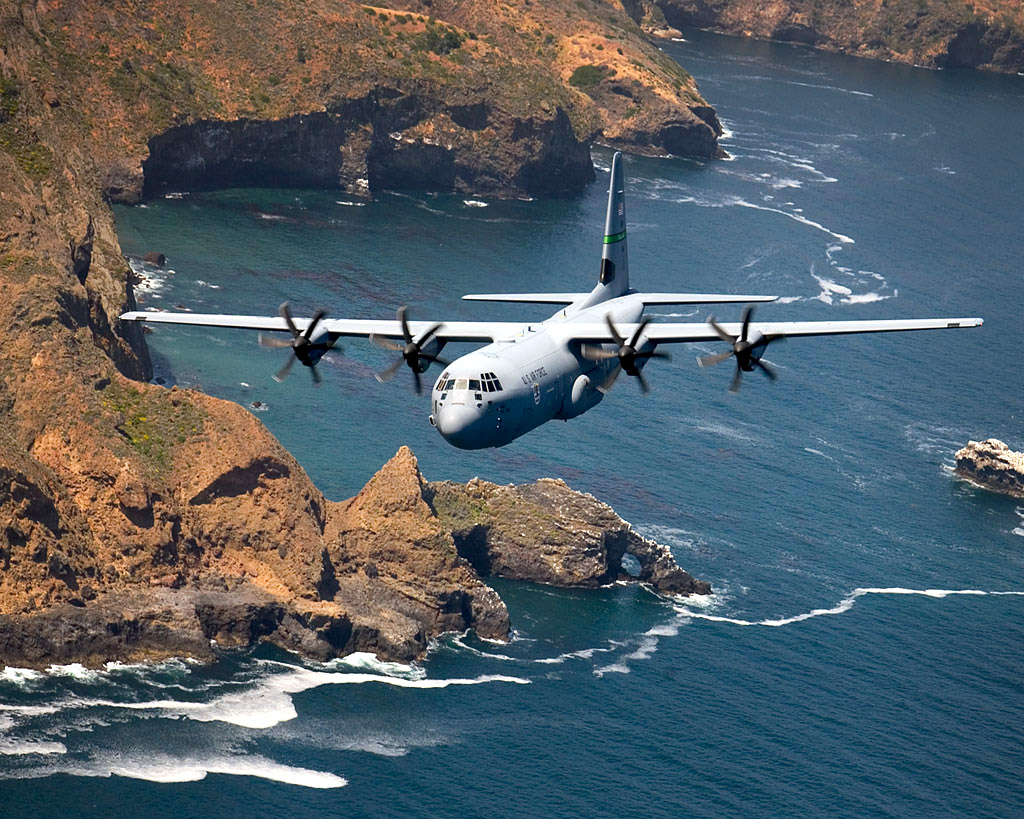
C-130J bay trên Đảo Santa Cruz

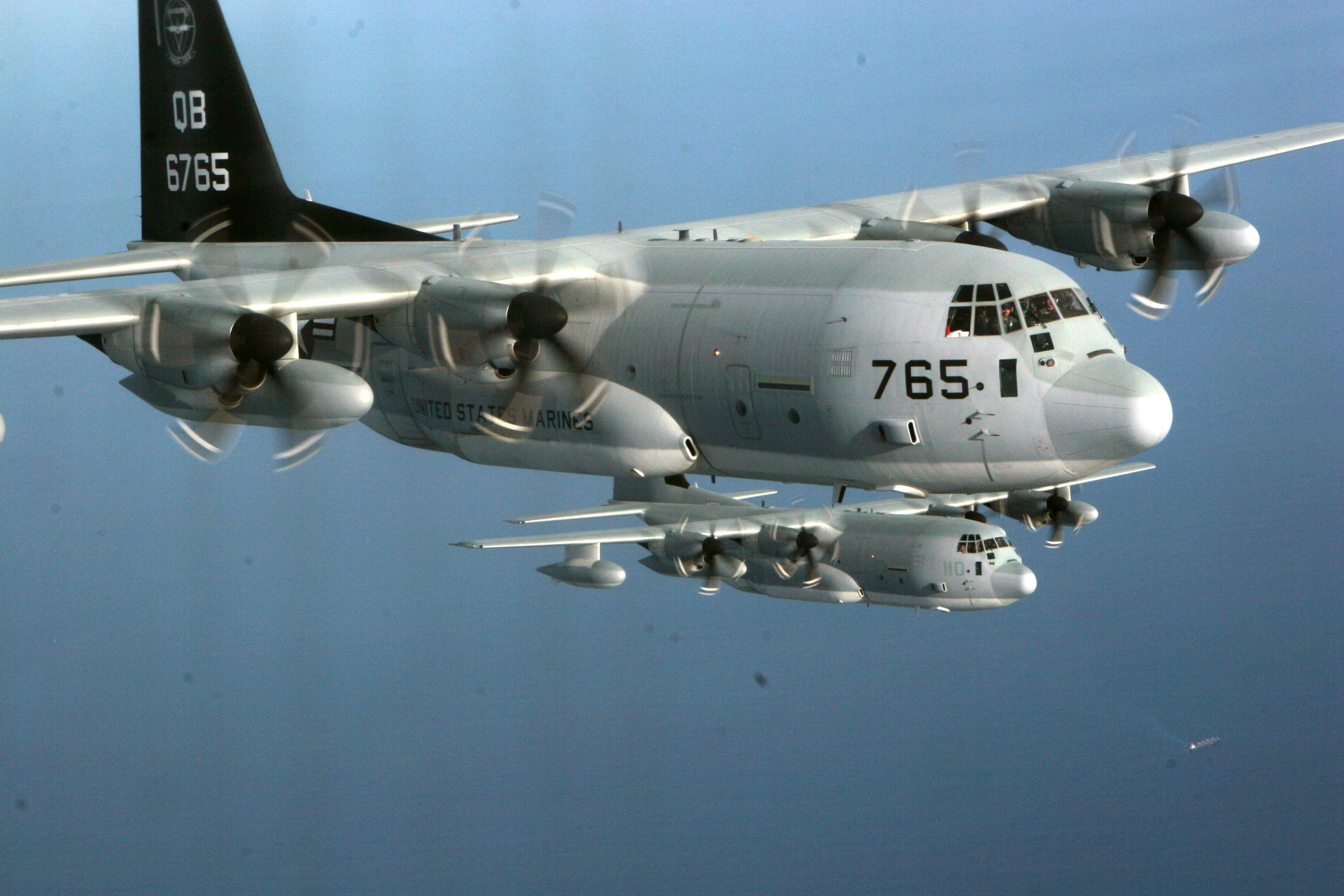
Hai chiếc KC-130J (VMGR-352) của Thủy quân lục chiến Mỹ trong một cuộc huấn luyện

C-130J Super Hercules là phiên bản mới nhất của dòng Hercules và là model duy nhất vẫn được chế tạo. Vẻ ngoài tương tự như những chiếc Hercules trước kia, nhưng model J là loại máy bay rất khác biệt. Máy bay được trang bị máy tính số hóa, hệ thống hiển thị trung tâm HUD cùng các màn hình hiển thị thông tin bay đa chức năng LCD, cùng các hệ thống lái điện tử fly-by-wire kỹ thuật số, hệ thống thông tin liên lạc đối không và đối đất kỹ thuật số ngoài ra máy bay còn được trang bị hệ thống dẫn đường vệ tinh GPS. Hệ thống tác chiến điện tử ECM, C - 130J sử dụng động cơ tuốc bin cánh quạt Rolls-Royce Allison AE2100 và được trang bị các cánh quạt hình đao chế tạo bằng vật liệu composite. Phi hành đoàn cũng giảm xuống chỉ còn 2 phi công, không cần hoa tiêu và kỹ sư máy. Máy bay cũng được tăng độ tin cậy, và giảm chi phí hoạt động tới 27%. C-130J cũng có thể được chế tạo với chiều dài tiêu chuẩn hay kéo dài với biến thể -30. Lockheed đã nhận được đơn hàng model J từ Không quân Hoàng gia, số lượng 25 chiếc, chuyến giao hàng đầu tiên bắt đầu năm 1999 với tên gọi Hercules C. Mk 4 (C-130J-30) và Hercules C. Mk 5 (C-130J).
Bên sử dụng lớn nhất model mới này sẽ là Không quân Mỹ, họ đang đặt hàng với số lượng ngày càng tăng, dù tới năm 2005 Hạ viện đã thông báo số lượng đặt hàng C-130J sẽ bị cắt giảm nhiều. Các bên sử dụng C-130J hiện tại là Không quân Mỹ, Thủy quân lục chiến Mỹ (KC-130J tiếp dầu), Phòng không Quốc gia Mỹ, Phòng vệ bờ biển Mỹ, Không quân Hoàng gia, Không quân Hoàng gia Australia, Không quân Đan Mạch và Không quân Italia. Tổng số lượng đặt hàng C-130J đã lên tới 186 chiếc ở thời điểm tháng 12 năm 2006.
Lockheed cũng đã đề nghị cho thuê bốn chiếc C-130J cho German Luftwaffe (Không quân Đức), lực lượng này đang chờ đợi những chiếc Airbus A400M, để sử dụng vào năm 2010, nhưng đã bị từ chối.
Không quân Ấn Độ đã đưa ra yêu cầu mua sáu chiếc C-130J. Việc mua bán được dự định kết thúc khoảng giữa năm 2007.
Một Request for Proposal (Yêu cầu đề xuất) đã được trao cho Lockheed Martin ngày 9 tháng 8 năm 2007, như một phần của chương trình mua bán nhằm thay thế những chiếc CC-130E và các model H thuộc Không quân Canada bằng 17 chiếc C-130J mới. Lockheed Martin dường như là nhà cung cấp duy nhất trong số ba công ty đã đáp ứng quy trình chào hàng và đánh giá (SOIQ). Vì thế, Lockheed Martin hiện đang trong quá trình đưa ra một gói chào chính thức. Chính phủ chờ đợi một hợp đồng sẽ được ký kết vào mùa đông năm 2007, chuyến giao hàng đầu tiên sẽ diễn ra mùa đông năm 2010. C-130J sẽ được đặt tên định danh chính thức CC-130J Hercules khi hoạt động trong các lực lượng Canada.
Không quân Hoàng gia Na Uy đã quyết định mua bốn chiếc C-130J để tăng cường khả năng vận tải khi họ phát hiện thấy những chiếc C-130 đã bốn mươi năm tuổi không thể hoạt động trong một lần thay đổi cánh.

## Hoạt động

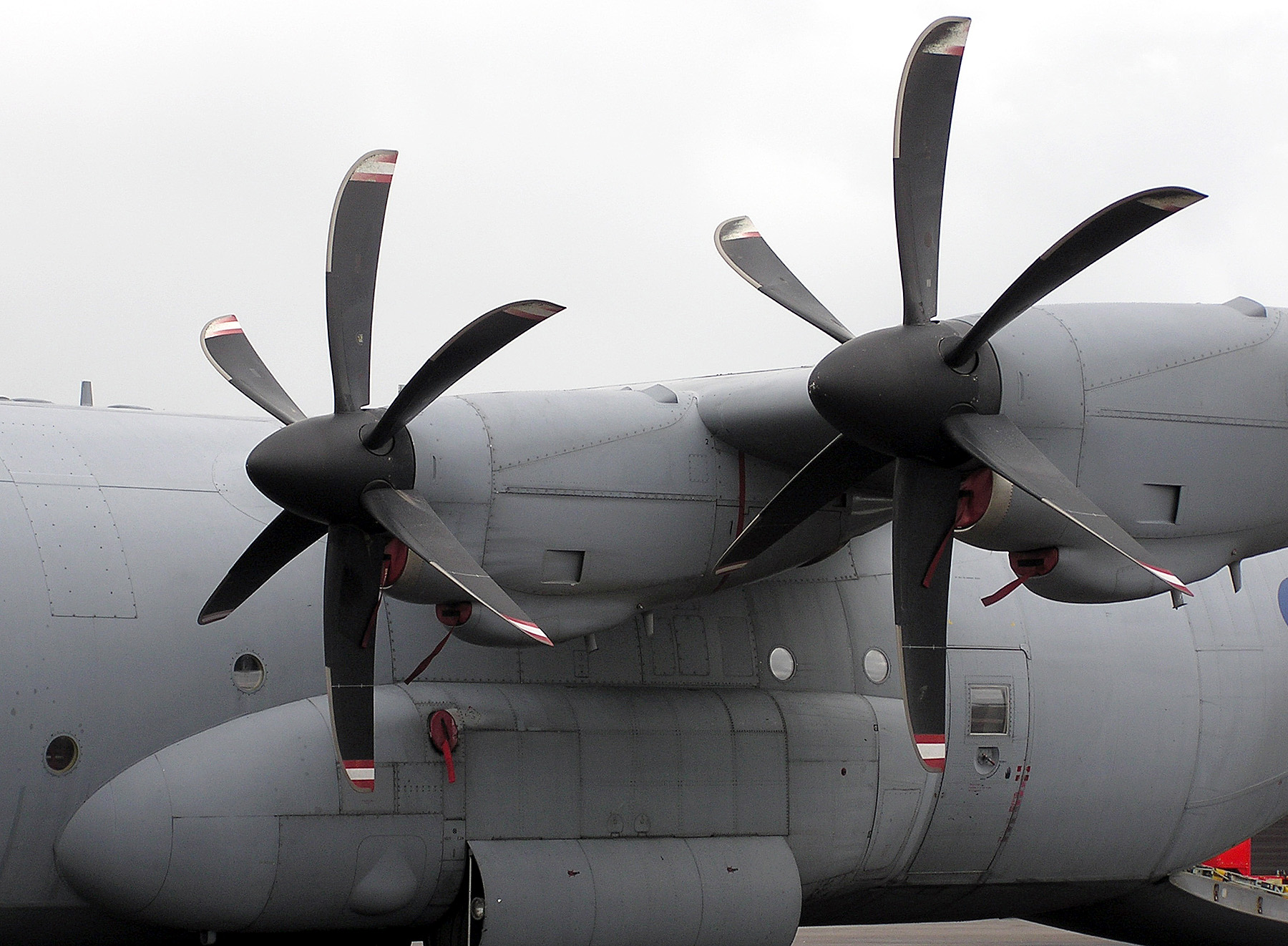
Cánh quạt một chiếc Hercules C.4 (C-130J-30) thuộc Không quân Hoàng gia

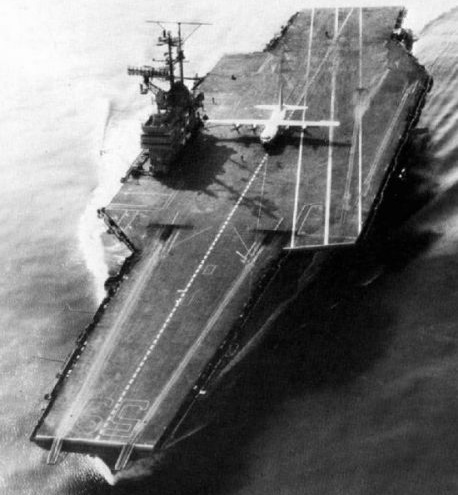
Một chiếc Hercules trên boong tàu USS Forrestal (CVA-59), 1963

Hercules giữ kỷ lục là loại máy bay lớn nhất và năng nhất từng hạ cánh trên một tàu sân bay. Trong tháng 10 và tháng 11 năm 1963, một chiếc KC-130F (BuNo 149798), của Thủy quân lục chiến đã tiến hành 21 lần cất hạ cánh trên tàu sân bay USS Forrestal với các trọng lượng khác nhau. Phi công, trung úy James Flatley III, đã được trao huy chương Distinguished Flying Cross vì thành tích này. Các cuộc thử nghiệm rất thành công, nhưng ý tưởng bị cho là quá mạo hiểm cho các chiến dịch "Chuyển hàng trên boong tàu sân bay" (COD) hàng ngày. Thay vào đó, C-2 Greyhound đã được phát triển cho riêng mục đích này. (Chiếc Hercules sử dụng trong thử nghiệm, gần đây nhất hoạt động trong VMGR-352 tới năm 2005, hiện là một phần trong bộ sưu tập của Bảo tàng Không quân Hải quân Quốc gia tại NAS Pensacola, Florida.)
Tuy C-130 tham gia vào các chiến dịch vận chuyển và tiếp tế hàng ngày, nó cũng đã được sử dụng như một phần trong các chiến dịch tấn công:
- Biến thể MC-130 mang và triển khai loại bom thông thường lớn nhất thế giới hiện nay, bom BLU-82 "daisy cutter" và GBU-43/B Massive Ordnance Air Blast bomb. Daisy cutters đã được dùng trong Chiến tranh Việt Nam để khai quang bãi đỗ cho máy bay trực thăng và loại trừ các bãi mìn. Trọng lượng và kích thước của vũ khí khiến nó không thể hay không thực tế khi chất lên các loại máy bay ném bom thông thường.
- Trong cuộc Chiến tranh Ấn Độ-Pakistan năm 1965, Không quân Pakistan đã chuyển đổi nhiều chiếc máy bay thành các loại máy bay ném bom hạng nặng, và các cuộc tấn công đã được tiến hành vào các mục tiêu như cầu và nơi tập trung quân của đối phương, với một số thành công đáng kể. Không chiếc nào bị mất khi hoạt động, dù một chiếc bị hư hại nhẹ.[11]

- Nó cũng đã được dùng trong cuộc đột kích Entebbe năm 1976 trong đó các lực lượng commando Israel đã tung ra một cuộc tấn công bất ngờ giải cứu 103 hành khách trên một chiếc máy bay chở khách bị những tên khủng bố Palestine và Đức bắt giữ tại Sân bay Entebbe, Uganda. Lực lượng cứu hộ — 200 lính, xe jeep, một chiếc Mercedes-Benz đen (làm giống chiếc xe của nhà độc tài Ugandan Idi Amin) — đã bay 4.000 km từ Israel tới Entebbe bằng năm chiếc Hercules của Không quân Israel (IAF) mà không cần tiếp dầu trên không (trên đường về, những chiếc máy bay được tiếp dầu tại Nairobi, Kenya).
- Trong cuộc Chiến tranh Falklands năm 1982, những chiếc C-130 của Không quân Argentina đã đối mặt với nguy cơ rất cao, khi tiến hành các chuyến bay tiếp tế ban ngày tới đơn vị đồn trú Argentina trên Quần đảo Falkland (Malvinas). Chỉ một chiếc thiệt hại trong cuộc chiến. Argentina cũng sử dụng hai chiếc máy bay tiếp dầu KC-130 trong cuộc chiến này, và chúng tiếp dầu cho những chiếc Skyhawk tấn công mặt đất đánh chìm tàu khu trục Anh HMS Antelope. Người Anh cũng dùng những chiếc C-130 cho các chiến dịch hậu cần của họ.
- Trong cuộc Chiến tranh Vùng Vịnh năm 1991, những chiếc C-130 Hercules được sử dụng bởi Không quân Mỹ, Hải quân Mỹ và Lính thủy đánh bộ Mỹ, và các lực lượng không quân Australia, New Zealand, Ả Rập Xê Út, Hàn Quốc và Anh Quốc.
- Trong cuộc chiến tranh Afghanistan và để hỗ trợ cho Lực lượng Hỗ trợ An ninh Quốc tế, những chiếc C-130 Hercules đã được Australia, Bỉ, Canada, Pháp, Italia, Hà Lan, New Zealand, Na Uy, Hàn Quốc, Tây Ban Nha, Anh Quốc và Hoa Kỳ sử dụng.
- Trong cuộc chiến tranh Iraq năm 2003, C-130 Hercules đã được sử dụng bởi Australia, Anh Quốc và Hoa Kỳ. Sau cuộc tấn công đầu tiên, các bên sử dụng C-130 thuộc một phần của Lực lượng đa quốc gia tại Iraq dùng những chiếc C-130 hỗ trợ cho các lực lượng tại Iraq.

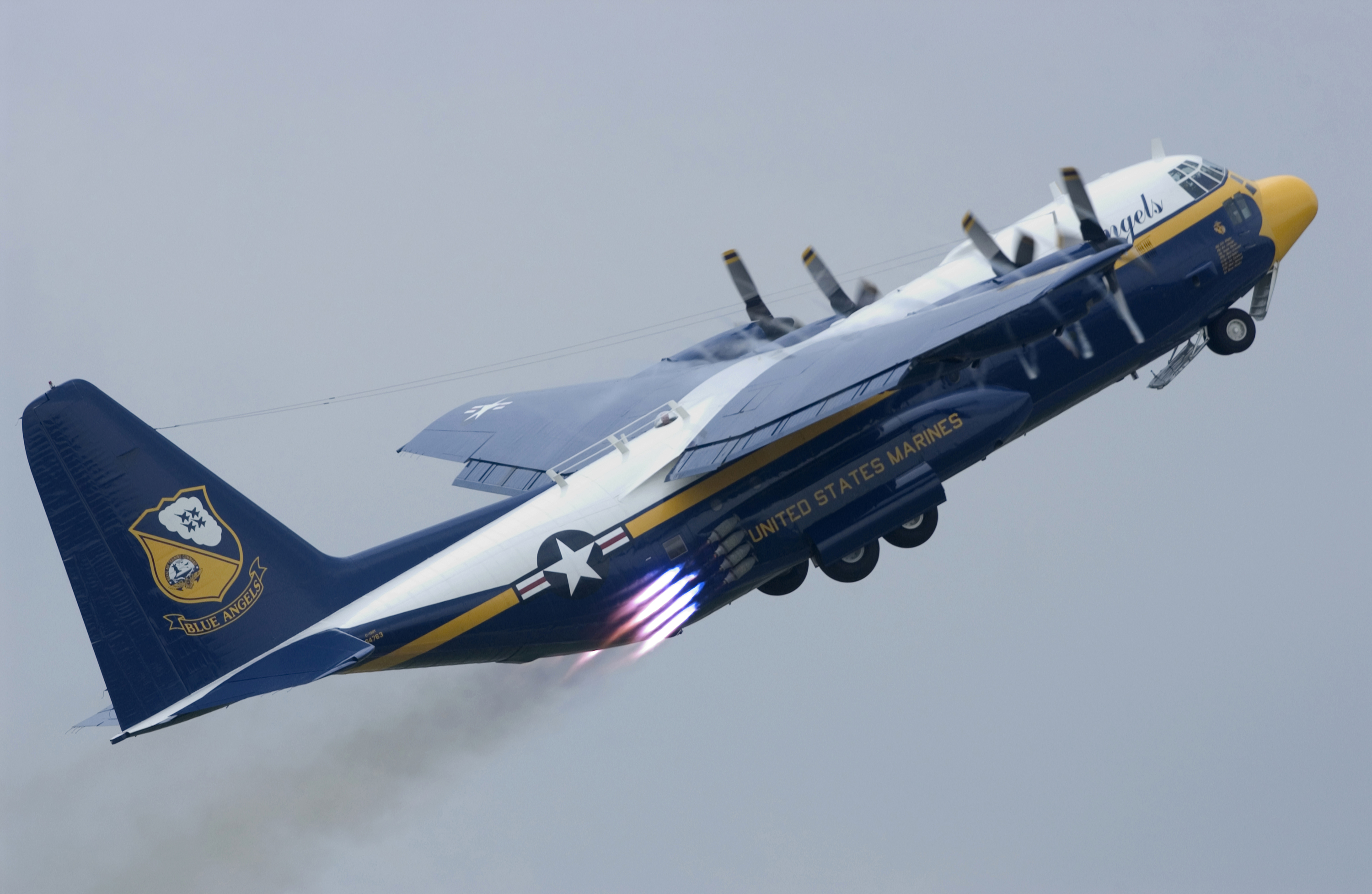
C-130T Fat Albert

Một chiếc C-130T nổi bật là Fat Albert, chiếc máy bay hỗ trợ cho đội bay biểu diễn Blue Angels của Hải quân Mỹ. Dù Fat Albert hỗ trợ cho một phi đội của hải quân, nó vẫn thuộc quyền điều hành của Thủy quân lục chiến và phi đội của nó chỉ toàn người của Thủy quân lục chiến. Tại một số triển lãm hàng không có sự tham gia của đội, Fat Albert thực hiện các chuyến bay biểu diễn và thỉnh thoảng cả khả năng cất cánh hỗ trợ phản lực (JATO) của mình.

### Thiệt hại trong hoạt động
C-130 nói chung là loại máy bay có độ tin cậy cao. Không quân Hoàng gia ghi nhận tỷ lệ tai nạn khoảng một chiếc trên 250.000 giờ bay trong bốn mươi năm qua, khiến nó trở thành một trong những loại máy bay an toàn nhất từng hoạt động (cùng với Vickers VC10 và Lockheed Tristar là hai loại chưa từng gặp tai nạn nào). Hôm 20/5/2009 xảy ra vụ tai nạn kinh hoàng đối với máy bay vận tải Hercules C130 tại Madiun, phía Đông Java, Indonesia đã làm 101 người thiệt mạng.
 
Tuy nhiên, hơn 15% số máy bay chế tạo đã mất, bao gồm 55 chiếc C-130, 4 chiếc KC-130 và 6 chiếc AC-130 của Không lực Hoa Kỳ và Thủy quân lục chiến Hoa Kỳ khi hoạt động chiến đấu tại Việt Nam. Ngoài ra, 32 chiếc C-130 mà Mỹ viện trợ cho Không quân VNCH cũng bị phá hủy hoặc bị thu giữ. Tổng cộng Mỹ bị mất 97 chiếc thuộc mọi phiên bản ở Việt Nam.

## Biến thể

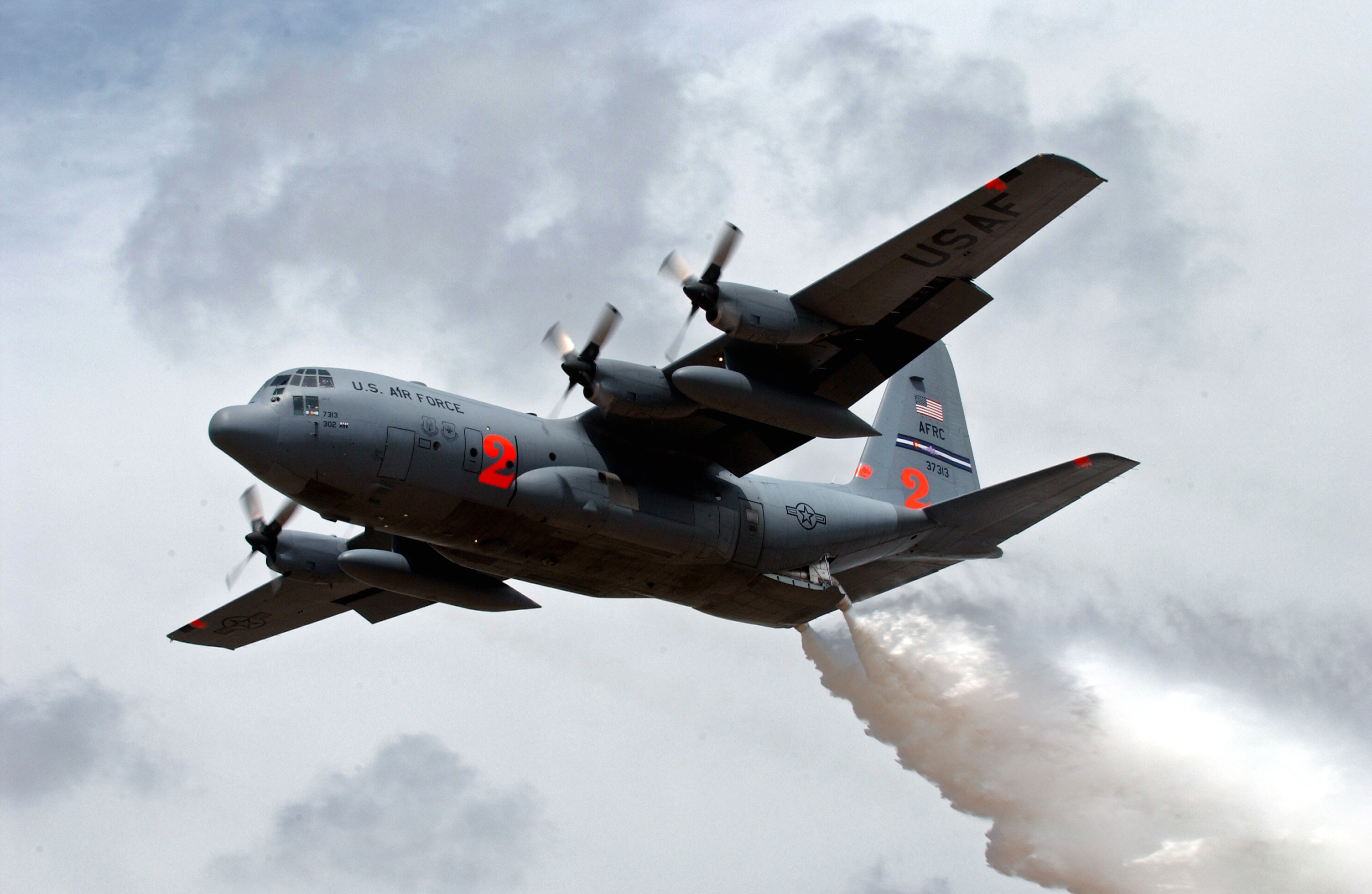
Một chiếc C-130 ném bom nước trong cuộc huấn luyện Hệ thống Cứu hỏa Trên không (MAFFS)

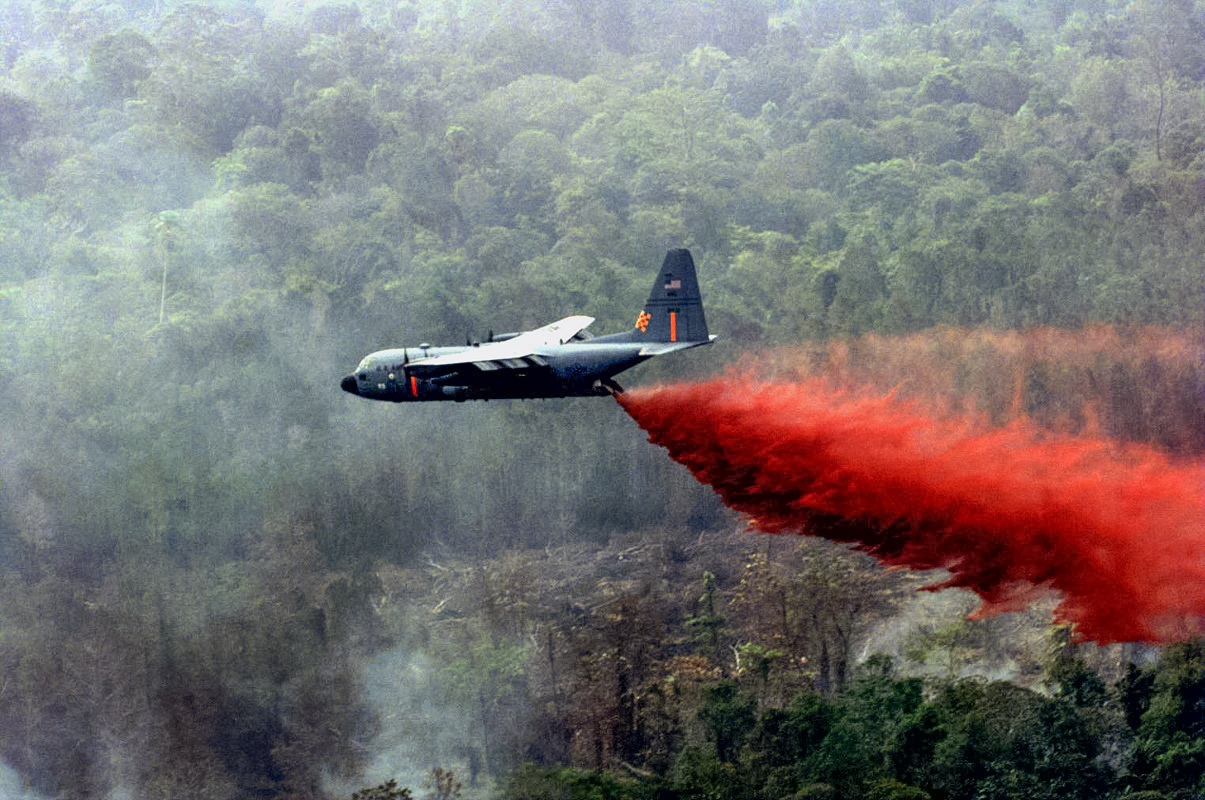
Một chiếc C-130 thuộc Phòng vệ Quốc gia thả chất chống cháy ở phía Nam California

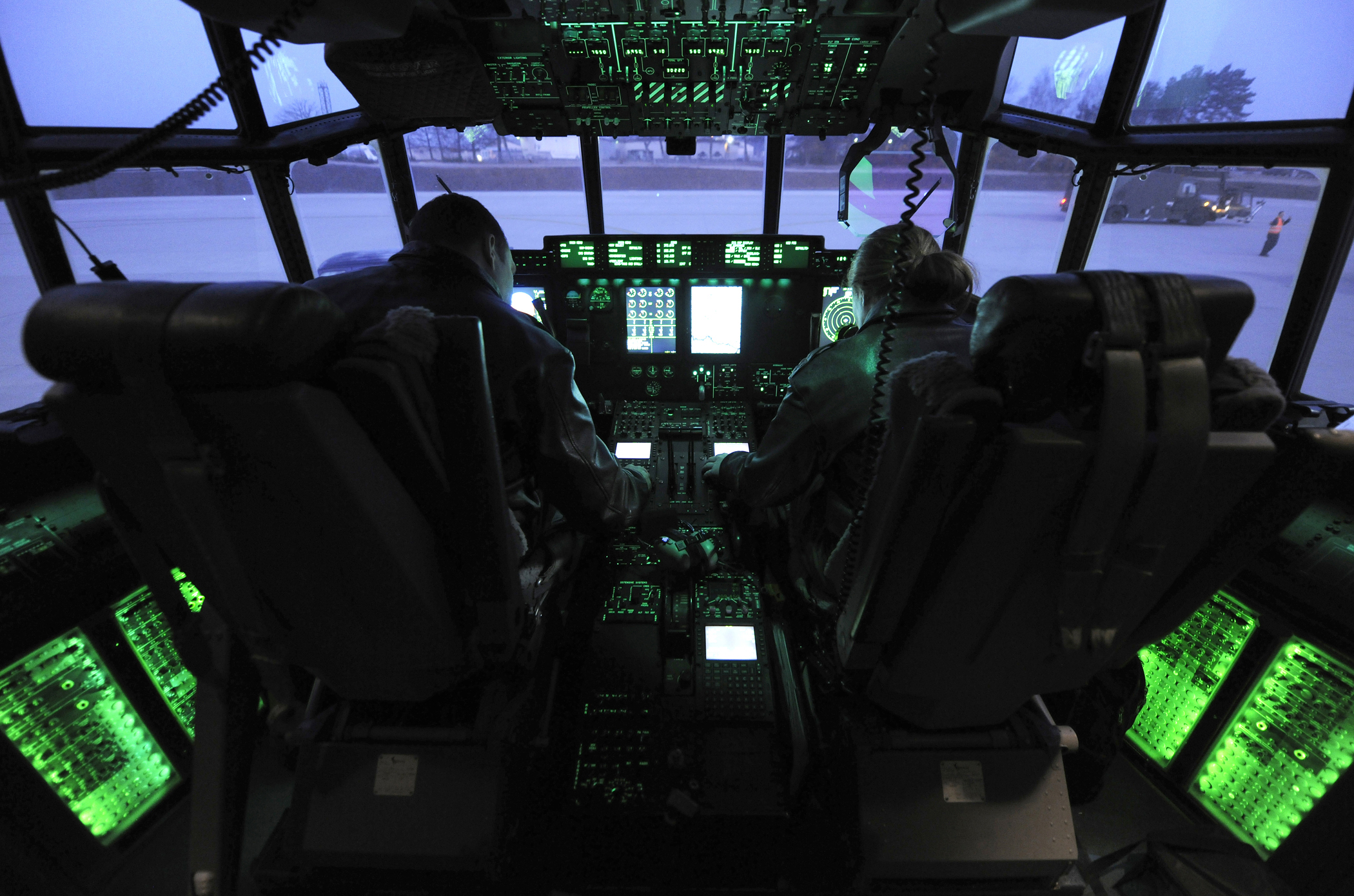
Buồng lái C-130J Hercules

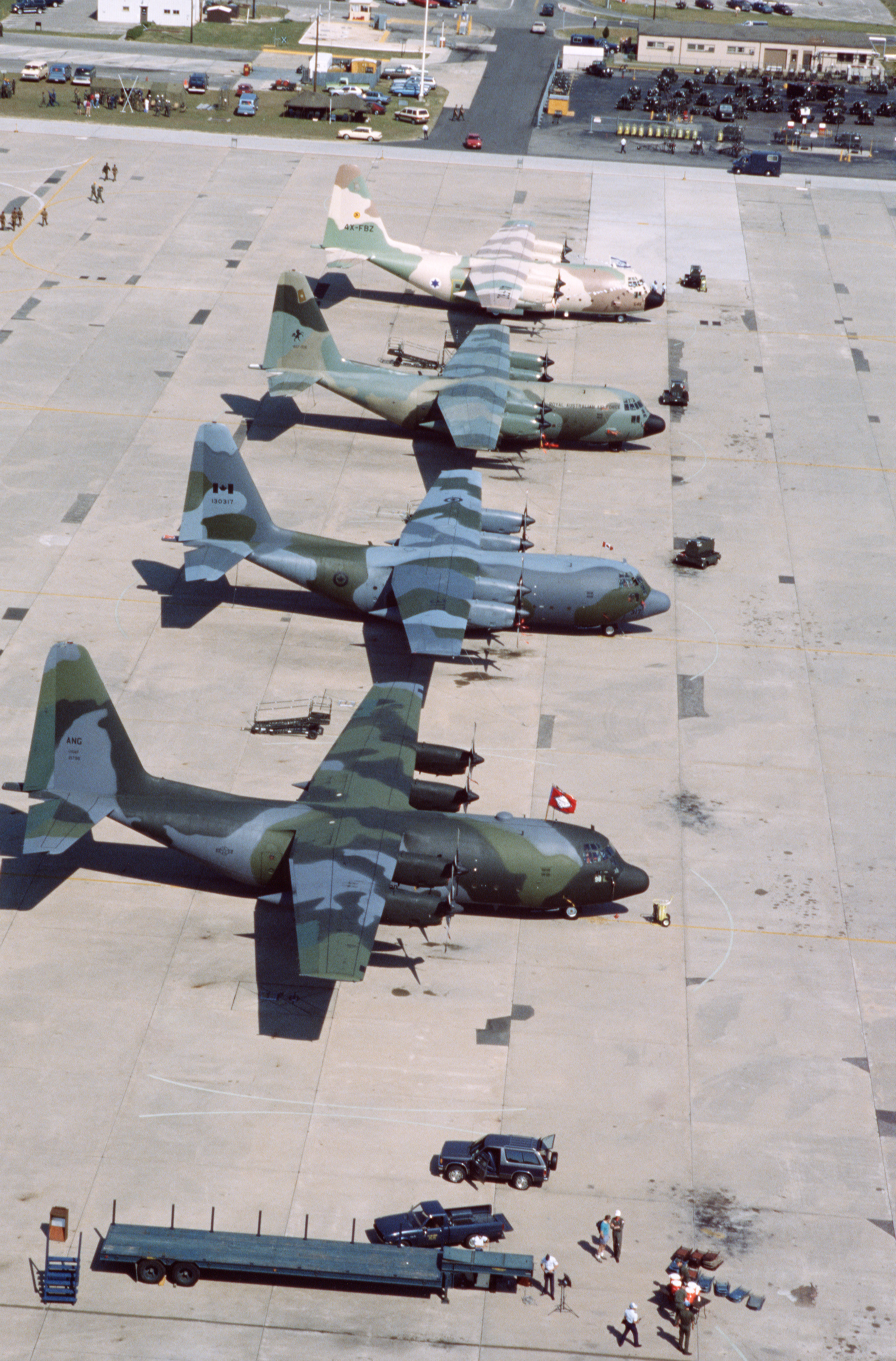
C-130 của: Mỹ, Canada, Australia và Israel

Các biến thể quân sự đáng chú ý của C-130 bao gồm:
C-130A/B/E/F/G/H/K/T
Các kiểu vận tải chiến thuật
C-130J Super Hercules
Cầu hàng không chiến thuật, với hệ thống nâng cấp, động cơ và hệ thống điện tử mới
C-130K
Tên định danh cho máy bay Hercules C1/W2/C3 của Không quân Hoàng gia (C-130J thuộc RAF có tên gọi Hercules C.4 và Hercules C.5)
AC-130A/E/H/J/U/W
Phiên bản gunship
C-130D/D-6
Phiên bản phiên bản trang bị ván trượt hoạt động trong điều kiện băng tuyết của Không quân Hoa Kỳ / Không quân Vệ binh quốc gia
CC-130E/H/J Hercules
Định danh cho máy bay Hercules của Canada
DC-130A/E/H
Máy bay không người lái có điều khiển
EC-130
EC-130E/J Commando Solo – Phiên bản dùng cho các chiến dịch tâm lý chiến của Không quân Hoa Kỳ / Không quân Vệ binh quốc gia
EC-130E – Phiên bản Trung tâm Điều khiển và Chỉ huy Chiến trường trên không (ABCCC)
EC-130E Rivet Rider – Máy bay tác chiến tâm lý trên không
EC-130H Compass Call – Máy bay tấn công điện tử và tác chiến điện tử.
EC-130V – Phiên bản chỉ huy và cảnh báo sớm trên không (AEW&C) dành cho USCG dành cho các chiến dịch chống ma túy
GC-130
Permanently Grounded "Static Display"
HC-130
HC-130B/E/H – Model đầu dành cho tìm kiếm cứu nạn trên chiến trường
HC-130P/N Combat King – Phiên bản tìm kiếm cứu nạn trên chiến trường và tiếp liệu trên không của USAF
HC-130J Combat King II – Thế hệ tiếp theo của loại tìm kiếm cứu nạn trên chiến trường
HC-130H/J – Tìm kiếm cứu nạn trên chiến trường và giám sát tầm xa của USCG
JC-130
Phiên bản hoán cải tạm thời cho các hoạt động thử nghiệm bay
KC-130F/R/T/J
Phiên bản vận tải chiến thuật và tiếp liệu trên không của thủy quân lục chiến Mỹ
LC-130F/H/R
Phiên bản trang bị ván trượt để hoạt động ở vùng cực của Không quân Hoa Kỳ / Không quân Vệ binh quốc gia
MC-130
MC-130E/H Combat Talon I/II – Biến thể dành cho các Chiến dịch đặc biệt
MC-130W Combat Spear/Dragon Spear – Phiên bản chở dầu/gunship cho các chiến dịch đặc biệt
MC-130P Combat Shadow – Phiên bản chở dầu cho các chiến dịch đặc biệt
MC-130J Commando II (trước là Combat Shadow II) – Phiên bản chở dầu cho các chiến dịch đặc biệt thuộc Bộ chỉ huy các chiến dịch đặc biệt không quân
YMC-130H – Phiên bản sửa đổi cho chiến dịch giải cứu con tin tại Iran.
NC-130
Chuyển đổi cho hoạt động thử nghiệm
PC-130/C-130-MP
Tuần tra biển
RC-130A/S
Phiên bản trinh sát
SC-130
Tìm kiếm cứu nạn
TC-130
Huấn luyện
VC-130H
Chở VIP
WC-130A/B/E/H/J
Trinh sát thời tiết ("Hurricane Hunter") cho USAF / Bộ chỉ huy không quân dự bị

## Bên sử dụng

Bên sử dụng C-130 màu xanh.

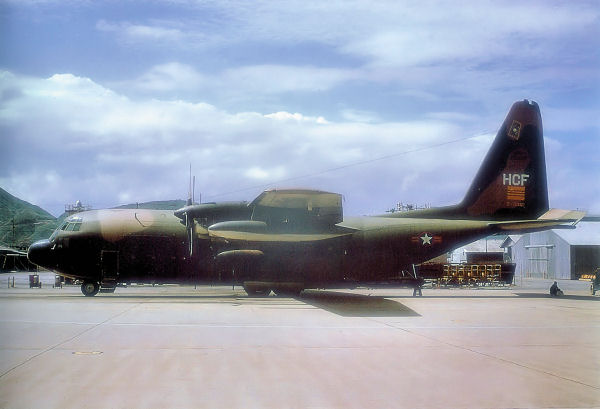
C-130A thuộc Không lực Việt Nam Cộng hòa

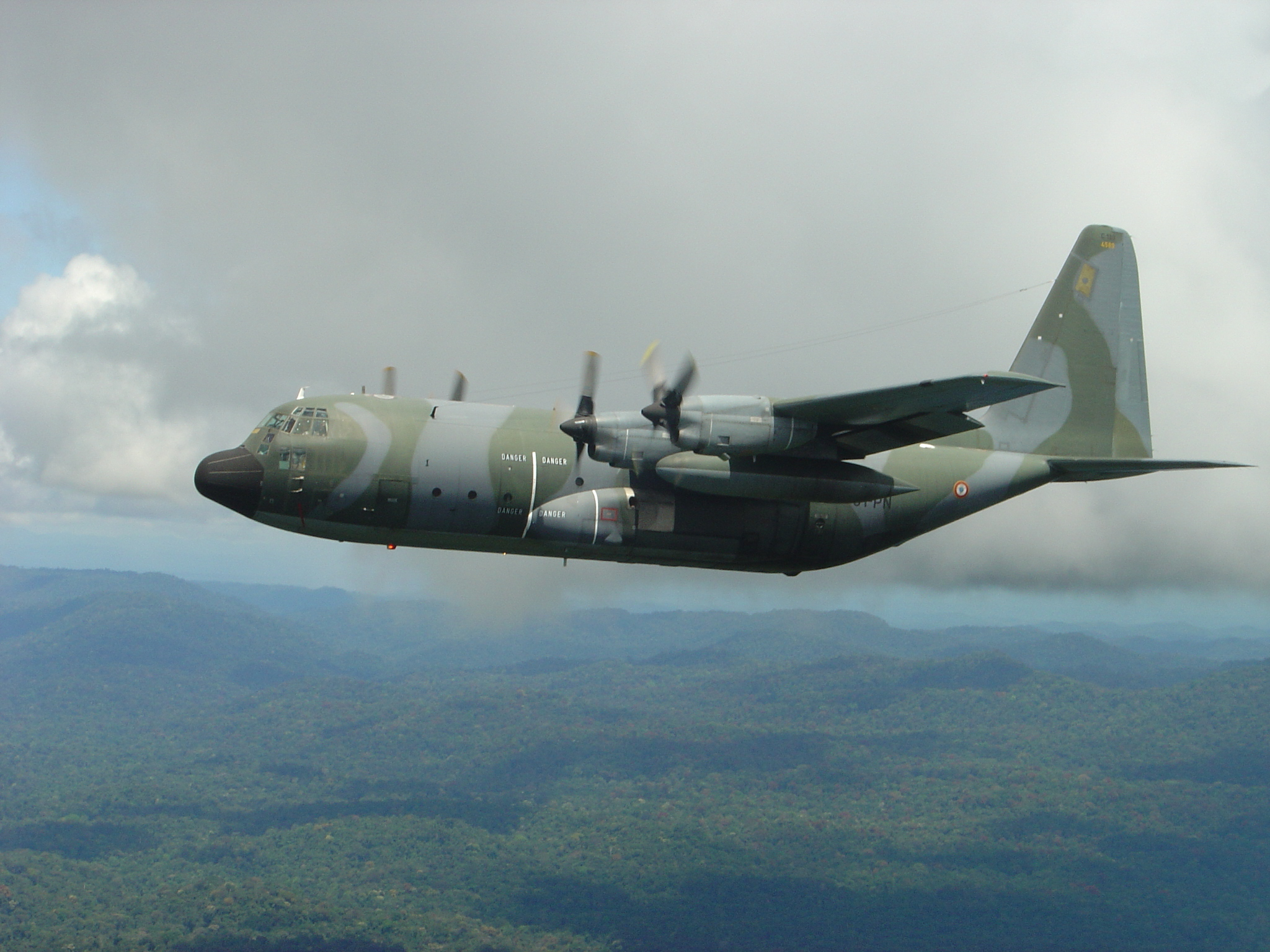
C-130 thuộc Không quân Pháp

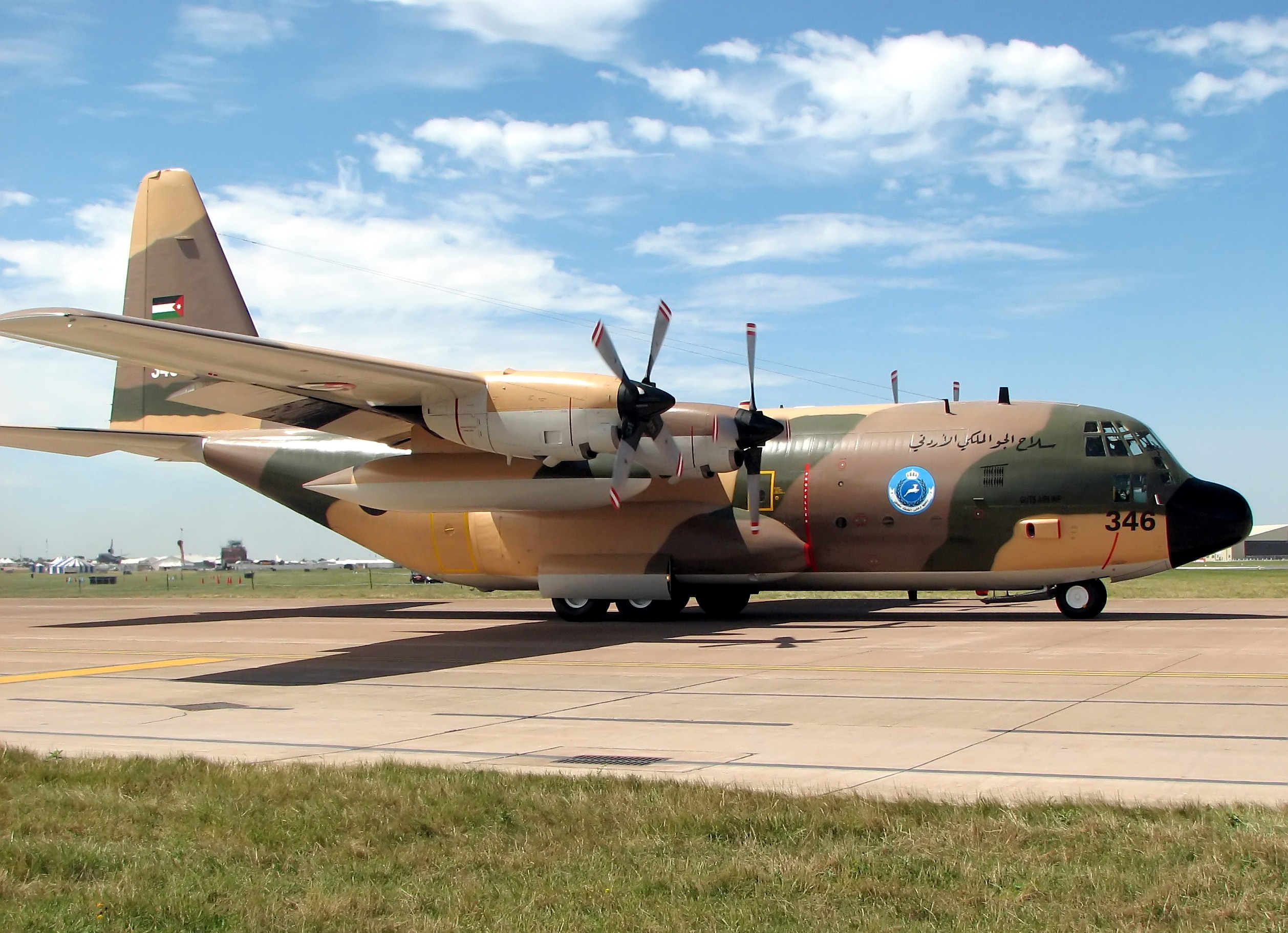
C-130H thuộc Không quân Hoàng gia Jordani

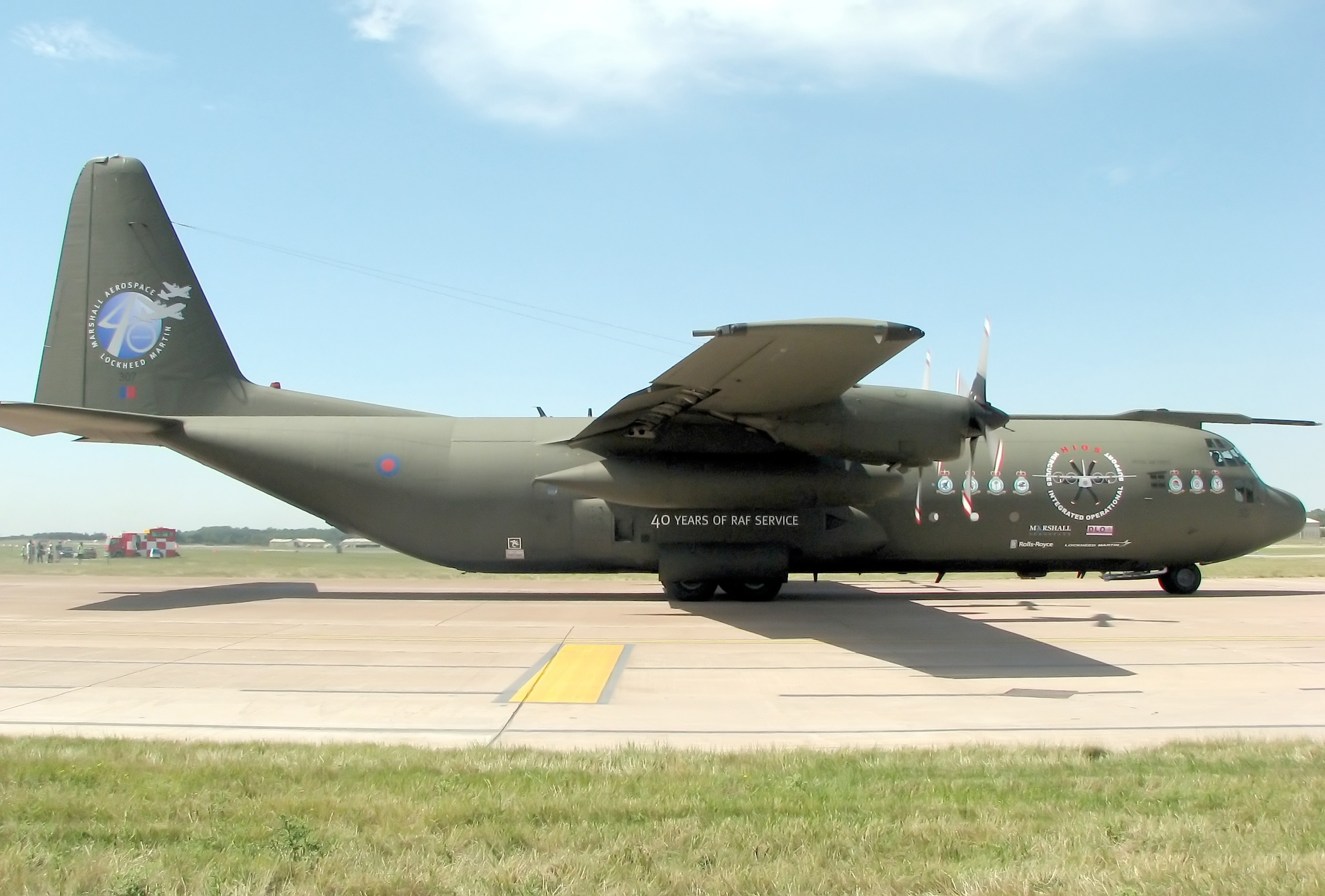
C-130K (C3) Không quân Hoàng gia

| - Algérie - Argentina - Úc - Áo - Bangladesh - Bỉ - Bolivia - Botswana - Brasil - Cameroon - Canada - Tchad - Chile - Đài Loan - Colombia - Đan Mạch - Ecuador - Ai Cập - Ethiopia - Pháp - Gabon - Hy Lạp - Honduras - Indonesia - Iran - Iraq - Israel - Ý - Nhật Bản - Jordan - Kuwait - Liberia - Libya | - Malaysia - México - Maroc - Hà Lan - New Zealand - Niger - Nigeria - Na Uy - Oman - Pakistan - Perú - Philippines - Ba Lan - Bồ Đào Nha - România - Ả Rập Xê Út - Singapore - Nam Phi - Hàn Quốc - Tây Ban Nha - Sri Lanka - Sudan - Thụy Điển - Thái Lan - Tunisia - Thổ Nhĩ Kỳ - UAE - Anh Quốc - Hoa Kỳ - Uruguay - Việt Nam - Venezuela - Yemen - Zambia |

## Những chiếc còn lại

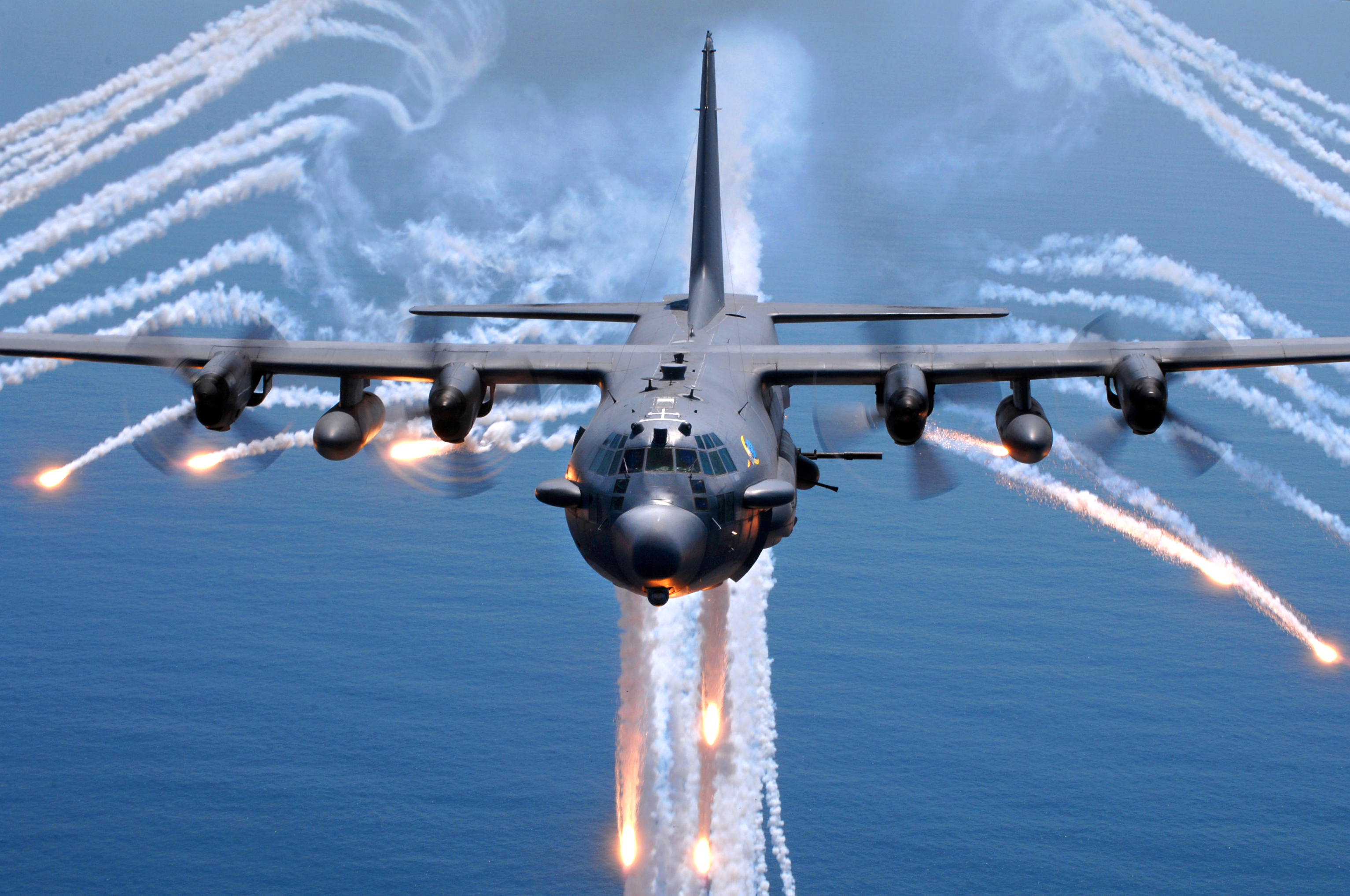
AC-130H

AC-130A USAF 53-3129, c.n. 3001
Chiếc Hercules đầu tiên chế tạo, được chuyển đổi theo cấu hình vũ trang hạng nặng tháng 11 năm 1967, sống sót sau khi dính đạn phòng không 37 mm trên bầu trời miền Nam Việt Nam tháng 3 năm 1973, đã được sửa chữa, và cuối cùng được Phi đội các Chiến dịch Đặc biệt 711 cho nghỉ hưu năm 1995 để trưng bày tại Bảo tàng Vũ khí Không quân, Eglin AFB, Florida. Được đặt tên "Đệ Nhất phu nhân" từ tháng 11 năm 1970.
AC-130A USAF 54-1623, c.n. 3010
Được chuyển đổi thành AC-130A bởi Ling-Temco-Vought tháng 3 năm 1968, các chiến dịch tại Đông Nam Á, được đặt tên "Ghost Rider", sau đó hoạt động trong Phi đội các Chiến dịch Đặc biệt 711, 1975-1997. Được cho nghỉ tại Dobbins AFB, Georgia, tháng 4 năm 1997. Cuối cùng được chuyển tới bảo tàng của Lockheed tại Marietta, Georgia.
AC-130A USAF 54-1626, c.n. 3013
Nguyên mẫu AC-130A nâng cấp, hoạt động tại Đông Nam Á trong biên chế Phi đội các Chiến dịch Đặc biệt 16, 1967-1972, sau đó chuyển thành cấu hình thử nghiệm JC-130A. Chuyển tới Bảo tàng Quốc gia Không quân Hoa Kỳ, Dayton, Ohio với tên gọi JC-130A năm 1976. Chuyển đổi lại theo cấu hình AC-130A cuối thập niên 1990.
AC-130A USAF 54-1630, c.n. 3017
Máy bay vận tải thuộc 314 TCW, sau đó chuyển tới Trung tâm Thử nghiệm Tên lửa Không quân, Căn cứ Không quân Hanscom, tháng 2 năm 1960, sau đó chuyển đổi thành JC-130A. Chuyển lại thành C-130A, tháng 11 năm 1967. Được Ling-Temco-Vought chuyển đổi thành AC-130A, tháng 1 năm 1968, hoạt động trong Phi đội các Chiến dịch Đặc biệt 16, được đặt tên "Mors de Coelis", sau đó "Azrael - Angel of Death". Chuyển cho 415 SOTS, Hurlburt Field, Florida, tháng 8 năm 1971, sau đó cho 711 SOS, Duke Field, Florida, tháng 11 năm 1975, vẫn giữ tên "Azrael" cho tới khi ngừng hoạt động tại Bảo tàng Quốc gia Không quân Hoa Kỳ 29 tháng 9 năm 1995.
AC-130A USAF 56-0509, c.n. 3117
Máy bay vận tải thuộc 314 TCW, 315 CN, 374 TCW; chuyển cho Ling-Temco-Vought, tháng 8 năm 1970, và chuyển đổi thành AC-130A. Hoạt động trong Phi đội các Chiến dịch Đặc biệt 1; bị hư hại tại An Lộc, miền Nam Việt Nam ngày 23 tháng 12 năm 1972; được đặt tên "Raids Kill 'Em Dead", tháng 10 năm 1974, chuyển cho Phi đội các Chiến dịch Đặc biệt 711, tháng 7 năm 1975, được đặt tên "Ultimate End", tháng 4 năm, 1994; được nhượng lại cho Hurlburt Field, Florida, tháng 10 năm 1994, và nghỉ hưu tại khu trưng bày Air Commando, tháng 5 năm 1995.
C-130A USAF 57-0453, c.n. 3160
Được giao nhiều nhiệm vụ vận tải từ 1958 tới 1991, nhiệm vụ cuối cùng với 155th TAS, 164th TAG, Memphis International Airport, Tennessee, 1976-1991, được đặt tên "Nite Train to Memphis"; chuyển cho AMARC tháng 9 năm 1991, sau đó được gửi tới Texas để chuyển đổi thành bản sao của C-130A-II 56-0528, bị máy bay chiến đấu Nga bắn hạ trên không phận Yerevan, Armenia ngày 2 tháng 9 năm 1958, khi đang thực hiện nhiệm vụ ELINT, toàn bộ phi hành đoàn thiệt mạng. Hiện được trưng bày tại National Vigilance Park, vùng đất thuộc Cơ quan An ninh Quốc gia, Fort George Meade, Maryland. Cánh quạt ba lá sau này được đổi thành kiểu bốn lá.
KC-130F USMC BuNo 149798, c.n. 3680
Được sử dụng trong các cuộc thử nghiệm cất hạ cánh trên tàu sân bay USS Forrestal tháng 10-11 năm 1963 bởi Hải quân Mỹ, nó vẫn giữ kỷ lục là chiếc máy bay lớn nhất cất cánh từ boong một tàu sân bay, và được đặt tên "Look Ma, No Hook" trong các cuộc thử nghiệm. Nghỉ hưu tại Bảo tàng Hàng không Hải quân Quốc gia, NAS Pensacola, Florida tháng 5 năm 2003.
C-130G USMC BuNo 151891, c.n. 3878
Được chuyển đổi thành EC-130G, 1966, sau đó thành máy bay thử nghiệm EC-130Q năm 1981. Thành TC-130G tháng 5 năm 1990 và được giao nhiệm vụ hỗ trợ cho đội Blue Angels, hoạt động trong "Fat Albert Airlines" từ 1991 tới 2002. Nghỉ hưu tại Bảo tàng Không quân Hải quân Quốc gia tại NAS Pensacola, Florida, tháng 11 năm 2002.
C-130H 460, c.n. 4566
Thuộc quyền điều hành của Phi đội 4 Không quân Hoàng gia Saudi, tháng 12 năm 1974, tháng 1 năm 1987. Bị cháy trên mặt đất tại sân bay Jeddah, Ả Rập Xê Út, tháng 12 năm 1989. Được phục hồi để huấn luyện mặt đất tháng 8 năm 1993, tháng 3 năm 2002. Tại Bảo tàng Căn cứ Không quân Riyadh, tháng 11 2002, được phục hồi để trưng bày.
C-130H USAF 74-1686, c.n. 4669
Máy bay vận tải thuộc 463 TAW; một trong ba bộ khung chiếc C-130H đã được chuyển đổi thành YMC-130H trong nỗ lực giải cứu các con tin ở Iran, Chiến dịch Credible Sport với rocket trang bị phía trong, nhưng sau này đã bị tháo ra khi chiến dịch bị hủy bỏ. Sau đó hoạt động trong 4950th Test Wing, rồi được tặng cho bảo tàng Robins AFB, Georgia, tháng 3 năm 1988.

## Đặc điểm kỹ thuật (C-130H)

### Đặc điểm chung
- Phi hành đoàn 4-6 người: ít nhất 2 phi công, một kỹ sư máy (không có trên biến thể J, được thay thế bằng chỉ huy phi đội, 1 loadmaster; ngoài ra hoa tiêu cũng thường có mặt trong phi đội
- Sức chở
  - 92 hành khách hay
  - 64 lính nhảy dù hay
  - 74 bệnh nhân nằm giường với 2 nhân viên y tế
- Trọng tải: 45.000 lb (20.000 kg), ngoài ra còn có thể là 2-3 xe Humvees hay một Xe bọc thép chở quân M113
- Chiều dài: 97 ft 9 in (29.8 m)
- Sải cánh: 132 ft 7 in (40.4 m)
- Chiều cao: 38 ft 3 in (11.6 m)
- Diện tích cánh: 1.745 ft² (162.1 m²)
- Trọng lượng rỗng: 83.000 lb (38.000 kg)
- Trọng lượng chất tải:  ()
- Trọng tải hữu ích: 72.000 lb (33.000 kg)
- Trọng lượng cất cánh tối đa: 155.000 lb (70.300 kg)
- Động cơ: 4 động cơ phản lực cánh quạt Allison T56-A-15, 4.300 shp (3.210 kW) mỗi chiếc

### Đặc điểm bay
- Tốc độ tối đa: 329 knots (379 mph, 610 km/h)
- Tốc độ tiết kiệm nhiên liệu: 292 knots (336 mph, 540 km/h)
- Tầm hoạt động: 2.050 nm (2.360 mi, 3.800 km)
- Trần bay: 33.000 ft (10.000 m)
- Tốc độ bay lên:  ()
- Áp lực lên cánh:  ()
- Lực đẩy/Trọng lượng:  ()

## Tai nạn

### Những năm 1960 về trước
- Ngày 19 tháng 9 năm 1958, một chiếc C-130A đã rơi tại Pháp sau khi đâm phải máy bay tiêm kích, có khoảng 6-15 người đã thiệt mạng.
- Ngày 20 tháng 5 năm 1959, một chiếc C-130A đã đâm vào một doanh trại tại vùng Ashiya Nhật khiến 1 phi công chết 8 người dưới đất thiệt mạng.
- Ngày 27 tháng 5 năm 1961, một chiếc C-130A đã bị rơi khi hạ cánh tại sân bay Ramstein vì một động cơ chết máy.
- Tháng 10 năm 1961, cánh của một chiếc C-130AB đã bị phá hủy khi đang tiếp nhiên liệu tại Evreux, Pháp khi nhiên liệu bị nổ.
- Ngày 8 tháng 3 năm 1962, một chiếc C-130A đã rơi vì thời tiết xấu khiến 15 người thiệt mạng tại Evreux, Pháp.
- Ngày 17 tháng 5 năm 1962, một chiếc C-130A đã đâm vào núi vì thời tiết xấu tại Nairobi, Kenya làm 13 người thiệt mạng.
- Ngày 26 tháng 11 năm 1962, một chiếc C-130A đã rơi tai căn cứ không quân Sewart Hoa Kỳ sau khi hai động cơ bị tắt trong huấn luyện làm 5 người chết.
- Ngày 27 tháng 8 năm 1963, một chiếc C-130A bị thiêu rụi khi đang tiếp nhiên liệu tại Okinawa.
- Ngày 02 tháng 5 năm 1964, một chiếc C-130A đã rơi do đi lố đường băng tại đảo Ie Shima, Nhật Bản.
- Ngày 01 tháng 9 năm 1964, một chiếc C-130B đã rơi tại eo biển Malacca, Malaysia làm 5 người thiệt mạng trong cuộc đối đầu Indonesia-Malaysia.
- Ngày 11 tháng 1 năm 1965, hai chiếc C-130B đã bị phá hủy khi đang thử động cơ và đâm vào nhau tại sân bay Forbes, Kansas.
- Ngày 25 tháng 3 năm 1965, một chiếc C-130E đã va vào sườn núi và rơi gần Alençon, Pháp làm 7 người thiệt mạng.
- Ngày 24 tháng 4 năm 1965, một chiếc C-130A đã rơi do thời tiết xấu làm chết hai động cơ tại sân bay hoàng gia Thái Lan khiến 6 người thiệt mạng.
- Ngày 24 tháng 8 năm 1965, một chiếc KC-130F đã rơi khi cất cánh tại sân bay Kai Tak, Hồng Kông làm 59 người chết.
- Ngày 16 tháng 9 năm 1965, một chiếc C-130B đã rơi khi các động cơ bị cháy khi đang làm nhiệm vụ chở lính nhảy dù đến địa điểm, có năm người thiệt mạng.
- Ngày 18 tháng 9 năm 1965, một chiếc C-130A đâm xuống nước khi đang hạ cánh tại Qui Nhơn, Việt Nam khiến 4 người chết và 3 bị thương.
- Ngày 08 tháng 12 năm 1965, một chiếc C-130A bị chết máy khi cất cánh và đâm xuống Chu Lai, Việt Nam làm 5 người bị thương.
- Ngày 12 tháng 12 năm 1965, một chiếc C-130A đã rơi khi cất cánh quá nhanh tại Bitburg, Đức làm 6 người thiệt mạng.
- Ngày 20 tháng 12 năm 1965, một chiếc C-130E đã rơi khi đang đến Tuy Hòa, Việt Nam làm 5 người thiệt mạng.
- Ngày 06 tháng 1 năm 1966, một chiếc C-130B đã rơi khi đang đến Pleiku, Việt Nam làm 5 người thiệt mạng.
- Ngày 09 tháng 1 năm 1966, một chiếc C-130B đã rơi tại An Khê, Việt Nam tổ lái 5 người còn sống sót.
- Ngày 01 tháng 2 năm 1966, một chiếc KC-130F đã rơi xuống biển Đồng Hới, Việt Nam với tổ bay 6 người không ai sống sót.
- Ngày 20 tháng 3 năm 1966, một chiếc C-130B đã đâm xuống vùng Svanfjellet, Na Uy làm 7 người thiệt mạng.
- Ngày 26 tháng 3 năm 1966, một chiếc C-130A đã rơi lúc hạ cánh do động cơ trục trặc, tổ bay sống sót nhưng máy bay không thể sửa chữa.
- Ngày 29 tháng 3 năm 1966, một chiếc C-130B đã rơi do hạ cánh không đúng vị trí tại Pleiku, Việt Nam làm 3 người chết 2 người bị thương.
- Ngày 31 tháng 5 năm 1966, một chiếc C-130E đang trên đường ném bom cầu Thanh Hóa, Việt Nam đã biến mất sau khi ghi nhận được một vụ nổ lớn ở các vùng lận cận và không bao giờ được tìm ra cùng tổ bay 8 người.
- Ngày 17 tháng 6 năm 1966, một chiếc C-130E đã nổ tung trên không và rơi xuống biển khi đang bay từ Việt Nam đến Okinawa toàn bộ 8 người trên máy bay thiệt mạng.
- Ngày 06 tháng 9 năm 1966, một chiếc C-130E đã đâm vào núi tại Đài Loan, 8 người trên máy bay thiệt mạng.
- Ngày 12 tháng 10 năm 1966, một chiếc C-130E đã rơi xuống đất vào ban đêm tại Texas, chỉ có một trong 6 người là sống sót.
- Ngày 25 tháng 10 năm 1966, một chiếc C-130B đã rơi khi chạy lố đường băng tại Fort Campbell, Kentucky.
- Ngày 17 tháng 2 năm 1967, một chiếc C-130B đã rơi khi đang cất cánh do cánh nâng bị hỏng và đâm xuống ruộng tại Tây Ninh, Việt Nam 5 người trên máy bay sống sót.
- Ngày 16 tháng 4 năm 1967, một chiếc C-130B đã rơi khi hạ cánh tại Bảo Lộc, Việt Nam máy bay không giảm đủ tốc độ và đâm vào một ngọn đồi gần đó, 3/6 người trên máy bay thiệt mạng.
- Ngày 18 tháng 4 năm 1967, một chiếc C-130E đã rơi sau khi bị sét đánh tại Zarand, Iran làm 23 người chết.
- Ngày 27 tháng 4 năm 1967, một chiếc CC-130E đã rơi xuống cánh đồng sau khi cửa khoang chứa hàng bị bung ra khi đang bay tại North Battleford.
- Ngày 27 tháng 4 năm 1967, một chiếc CC-130E đã rơi sau khi cất cánh, lý do không rõ nhưng có thể do cánh nâng bị hỏng.
- Ngày 09 tháng 6 năm 1967, một chiếc C-130B đã bị bể và rơi gần Sài Gòn, Việt Nam không ai sống sót trong 10 người trên máy bay.
- Ngày 17 tháng 6 năm 1967, một chiếc C-130B đã bị rơi khi trượt xuống một bờ kè và bốc cháy lúc cất cánh tại căn cứ Camp Radcliff, An Khê, Việt Nam 35/56 người trên máy bay thiệt mạng.
- Ngày 22 tháng 6 năm 1967, một chiếc C-130E đã bị gãy cánh khi hạ cánh xuống Pope Field tại Fayetteville.
- Ngày 08 tháng 10 năm 1967, một chiếc C-130B đã đâm vào núi cách sân bay Phú Bài, Huế, Việt Nam 25 km làm 23 người thiệt mạng.
- Ngày 12 tháng 10 năm 1967, một chiếc C-130A đã rơi lúc cất cánh khi nó va vào một cái xe xúc cuối đường băng, 4 người trên máy bay sống sót nhưng người lái xe xúc thiệt mạng.
- Ngày 15 tháng 10 năm 1967, một chiếc C-130E đã rơi tại căn cứ Khe Sanh, Việt Nam khi đang bay thấp để thả vật liệu xây dựng, 5/6 người trên máy bay thiệt mạng.
- Ngày 29 tháng 12 năm 1967, một chiếc C-130E-I đã đâm vào núi gần Điện Biên Phủ, Việt Nam khi làm nhiệm vụ mang hàng tiếp tế, 11 người trên máy bay thiệt mạng.
- Ngày 10 tháng 2 năm 1968, một chiếc KC-130F làm nhiệm vụ tiếp nhiên liệu và đạn dược đã rơi khi hạ cánh xuống Khe Sanh, Việt Nam 3/11 người trên máy bay sống sót.
- Ngày 02 tháng 3 năm 1968, một chiếc C-130A đã rơi khi hạ cánh về đêm trong thời tiết xấu tại sân bay Phú Bài, Việt Nam 6/11 người thiệt mạng.
- Ngày 03 tháng 3 năm 1968, một chiếc C-130E đã rơi tại Cam Ranh, Việt Nam khi hệ thống điện tử bị chập mạch, 6 người trên máy bay sống sót.
- Ngày 13 tháng 4 năm 1968, một chiếc C-130B đã rơi tại Khe Sanh, Việt Nam lúc hạ cánh do trượt ra khỏi đường băng và đâm vào hàng loạt phương tiện dưới đất làm 1 người dưới đất thiệt mạng.
- Ngày 16 tháng 4 năm 1968, một chiếc C-130A đã rơi do hạ cánh quá nhanh tại Biên Hòa, Việt Nam vì tầm nhìn hạn chế do bụi từ phi đội trực thăng đang hoạt động dưới đất thổi trên, không ai thiệt mạng.
- Ngày 15 tháng 5 năm 1968, một chiếc C-130E đã rơi tại Sông Bé, Việt Nam vì bị chết máy, 7 người trên máy bay sống sót.
- Ngày 22 tháng 5 năm 1968, một chiếc C-130A đã rơi gần Nong Muang, Thái Lan trong chuyến đi tuần từ Sài Gòn, 9 người trên máy bay thiệt mạng.
- Ngày 19 tháng 10 năm 1968, một chiếc C-130E đã đâm vào núi gần Akhisar, Thổ Nhĩ Kỳ là 9 người thiệt mạng.
- Ngày 28 tháng 11 năm 1968, một chiếc C-130B đã rơi khi hạ cánh do chạy lố đường băng tại căn cứ Tonle Cham, An Lộc.
- Ngày 01 tháng 1 năm 1969, một chiếc C-130E đã rơi tại sân bay Paris-Le Bourget, Pháp, 6 người trên máy bay sống sót.
- Ngày 04 tháng 2 năm 1969, một chiếc HC-130H đã rơi xuống biển ngoài khơi Đài Loan, 1/14 người trên máy bay sống sót.
- Ngày 08 tháng 3 năm 1969, một chiếc C-130E đã rơi khi hạ cánh tại sân bay Đài Trung, Đài Loan, không ai trong 12 người trên máy bay sống sót.
- Ngày 24 tháng 3 năm 1969, một chiếc Hercules C.1 đã rơi khi cất cánh tại Fairford, Gloucestershire, Anh do động cơ ngừng hoạt động, giết chết cả sáu người trên máy bay.